# Troubky-Zdislavice
Troubky-Zdislavice  ist eine Gemeinde in Tschechien. Sie liegt 14 Kilometer südwestlich von Kroměříž (Kremsier) in Mähren und gehört zur Region Zlín.

## Geographie
Die Gemeinde liegt linksseitig der Olšinka im Osten des Littentschitzer Berglandes. Südwestlich befindet sich das Marsgebirge und dessen höchster Punkt Brdo erhebt sich in sieben Kilometer Entfernung. Durch Troubky führt die Staatsstraße 428 zwischen Morkovice-Slížany und Zdounky.
Nachbarorte sind Zborovice im Norden, Zdounky und Těšánky im Osten, Lebedov und Prachař im Südosten, Honětice im Süden, Hoštice im Südwesten, sowie Slížany im Nordwesten.

## Geschichte
Die Gemeinde entstand 1960 durch den Zusammenschluss der selbständigen Orte Troubky  und Zdislavice.

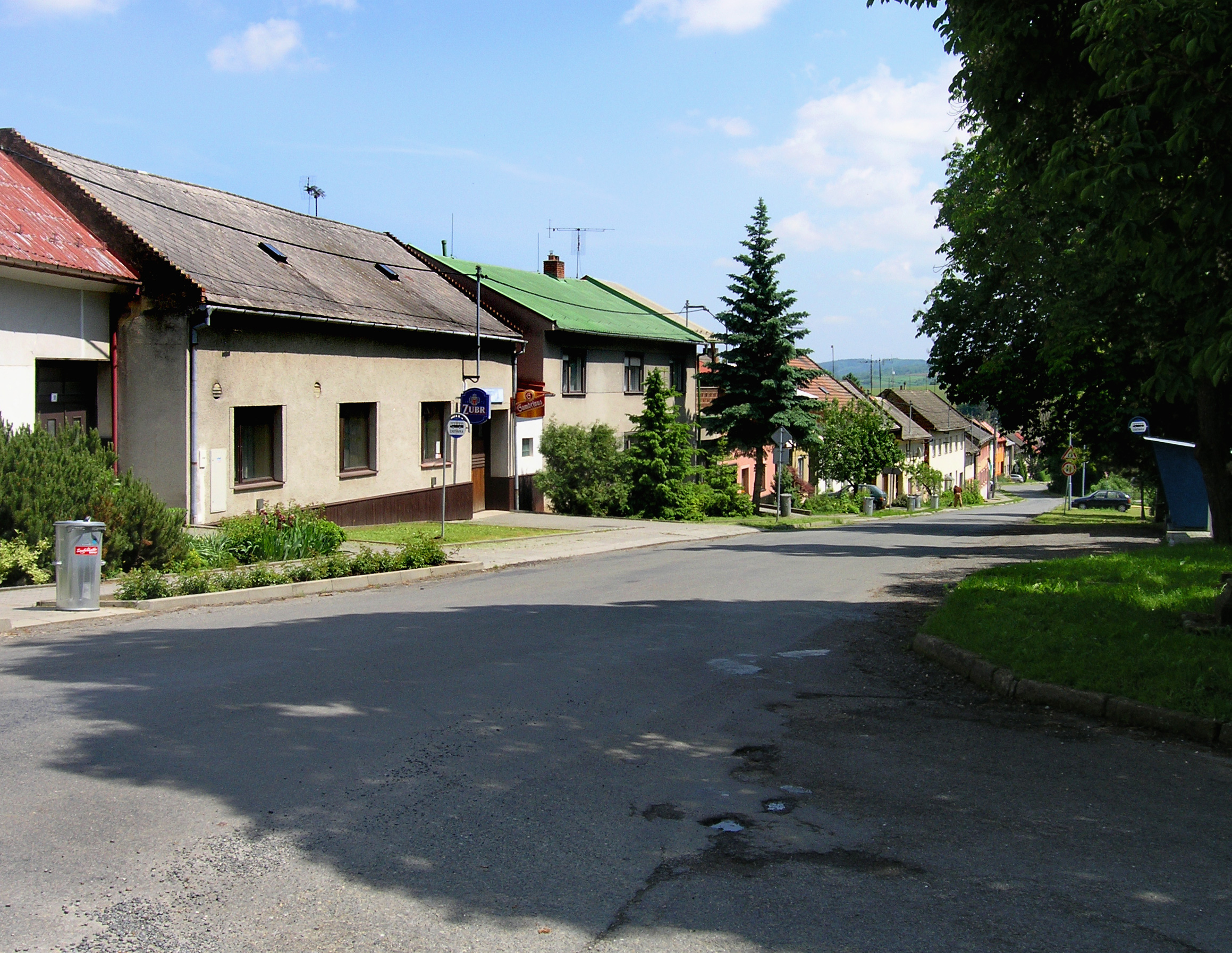
Troubky

### Troubky
Troubky wurde 1281 erstmals urkundlich erwähnt, Besitzer des Ortes waren die Schochs de Trubek. Lange Zeit war der Ort in einen Lehnsanteil des Bistums Olmütz und den zur Herrschaft Zdounky gehörigen Allodialanteil geteilt. Seit 1549 sind die Herren von Zástřizl als Besitzer nachweisbar. 1869 lebten in Troubek 649 Menschen. Pfarrort für Troubky und auch Zdislavice ist Zborovice.

### Zdislavice
Das südwestliche gelegene Zdislavice ist seit 1349 nachweisbar und gehörte ebenfalls den Herren von Trubek. Zum Ende des 17. Jahrhunderts erfolgte ein Umbau der alten steinernen Feste zu einem Schloss. Um 1840 erhielt das Schloss Zdislavice unter den Grafen Dubský von Třebomyslice sein heutiges Aussehen. Zdislavice hatte im Jahre 1869 412 Einwohner. 1887 entstand der Leseverein Zdislav, der bis zum Zweiten Weltkrieg bestand.
Zwischen Zdislavice und Hoštice liegen die Reste der wüsten Feste Svárov.

## Ortsgliederung
Troubky-Zdislavice  besteht aus den Ortsteilen Troubky (Troubek) und Zdislavice (Sdislawitz).

## Sehenswürdigkeiten
- Schloss Zdislavice. Das Mobiliar des Schlosses soll 1945 versteigert und die Bibliothek der Schriftstellerin Marie von Ebner-Eschenbach mit zahlreichen Widmungsexemplaren in einer Papiermühle zerschreddert worden sein. Das Schloss wurde nach 1948 zum Kulturhaus umfunktioniert. Bis vor kurzem befand sich das Schloss in einem baufälligen Zustand. Außer dem instandgesetzten Dach waren u. a. zerschlagene Fensterscheiben und bröckelnde Löwenfiguren sichtbar.[2] Seit 2016 ist das Schloss und der Park im Besitz eines privaten Eigentümers und von diesem restauriert worden.
- Grablege der Grafen Dubský. Errichtet wahrscheinlich nach Plänen von Moritz von Ebner-Eschenbach, mit der letzten Ruhestätte seiner Frau Marie von Ebner-Eschenbach.

## Söhne und Töchter der Gemeinde
- Marie von Ebner-Eschenbach (1830–1916), geborene Freiin Dubský, mährisch-österreichische Schriftstellerin, geboren im Schloss Zdislawitz

## Bilder

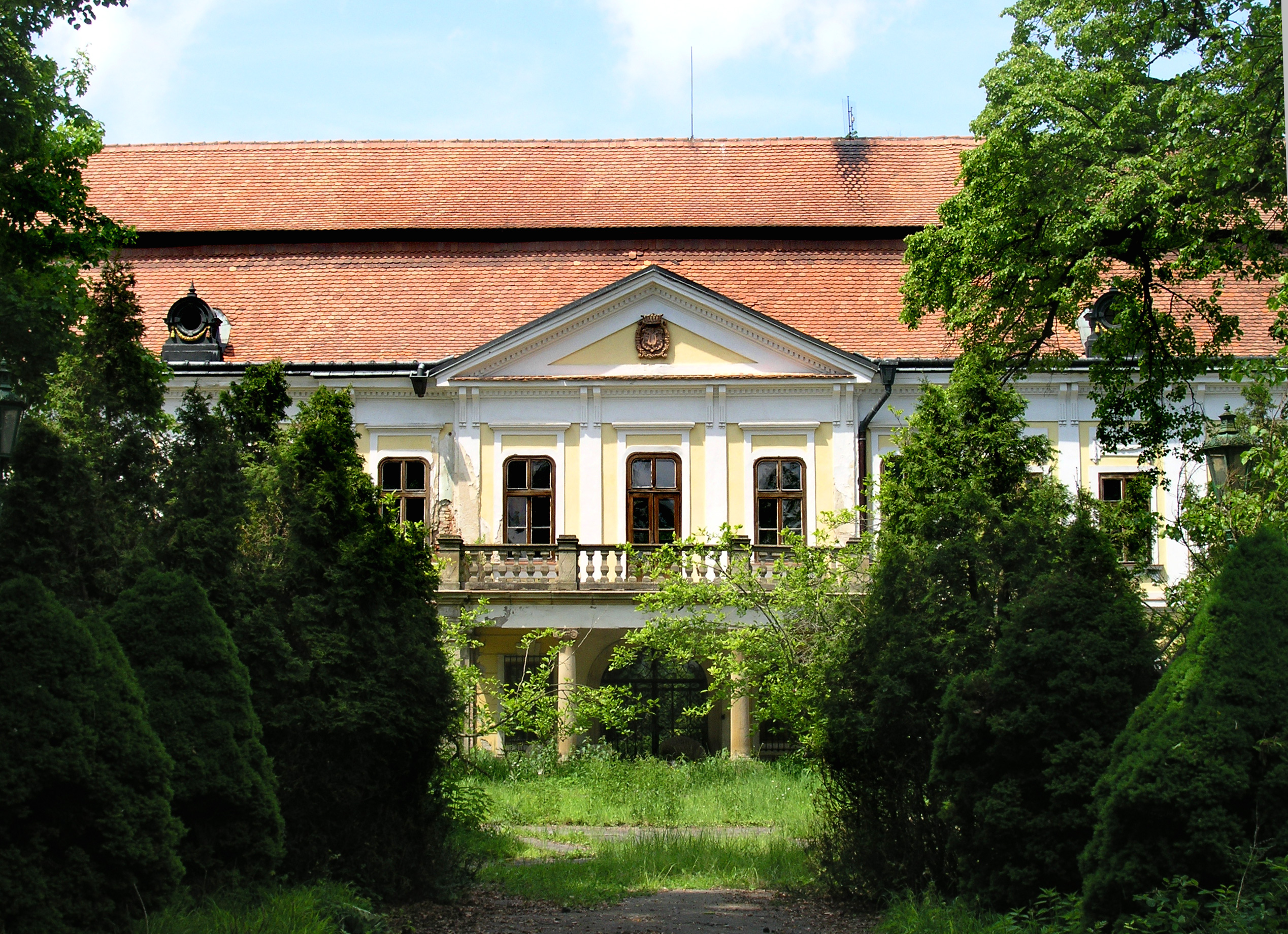
Schloss Zdislavice
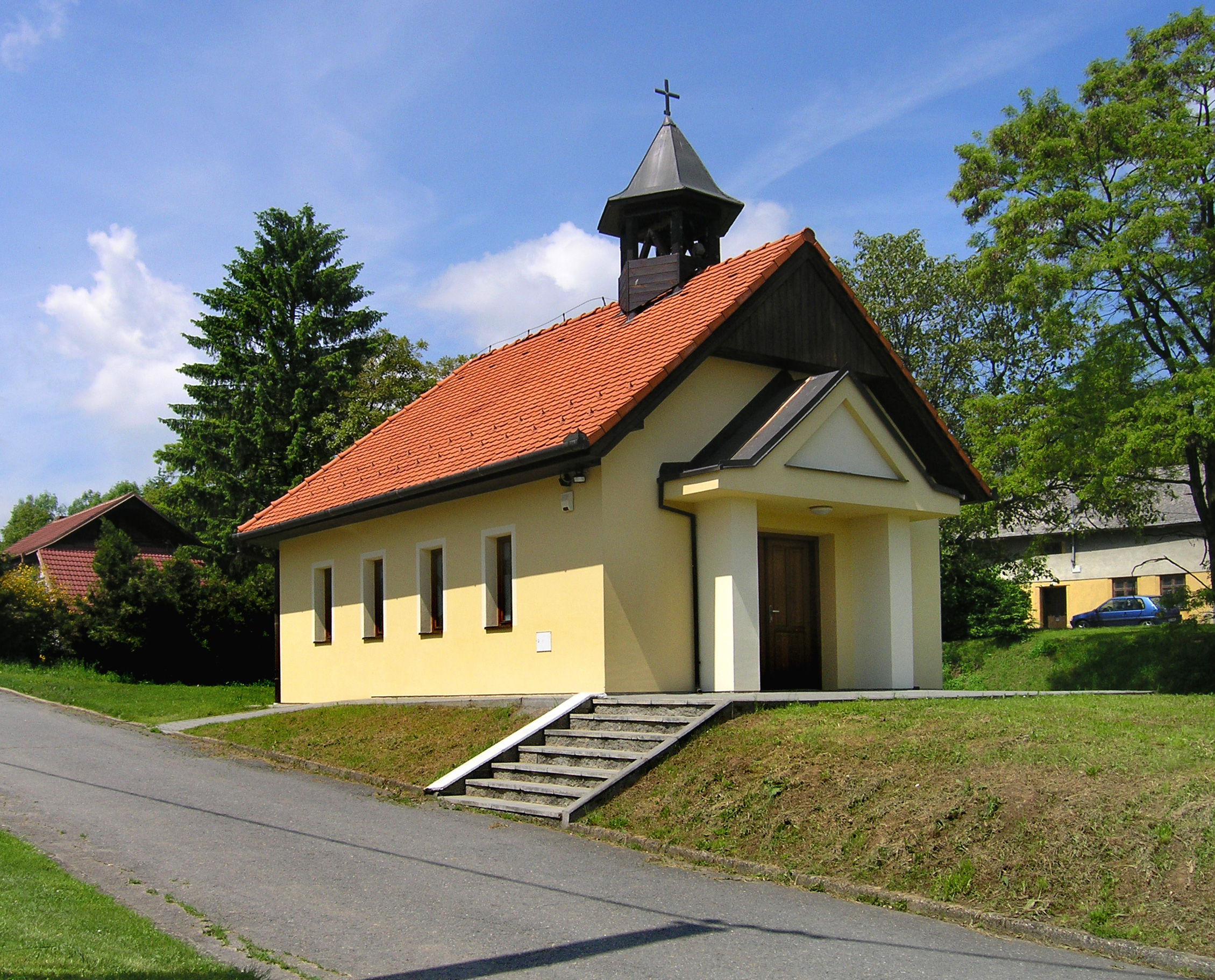
Troubky
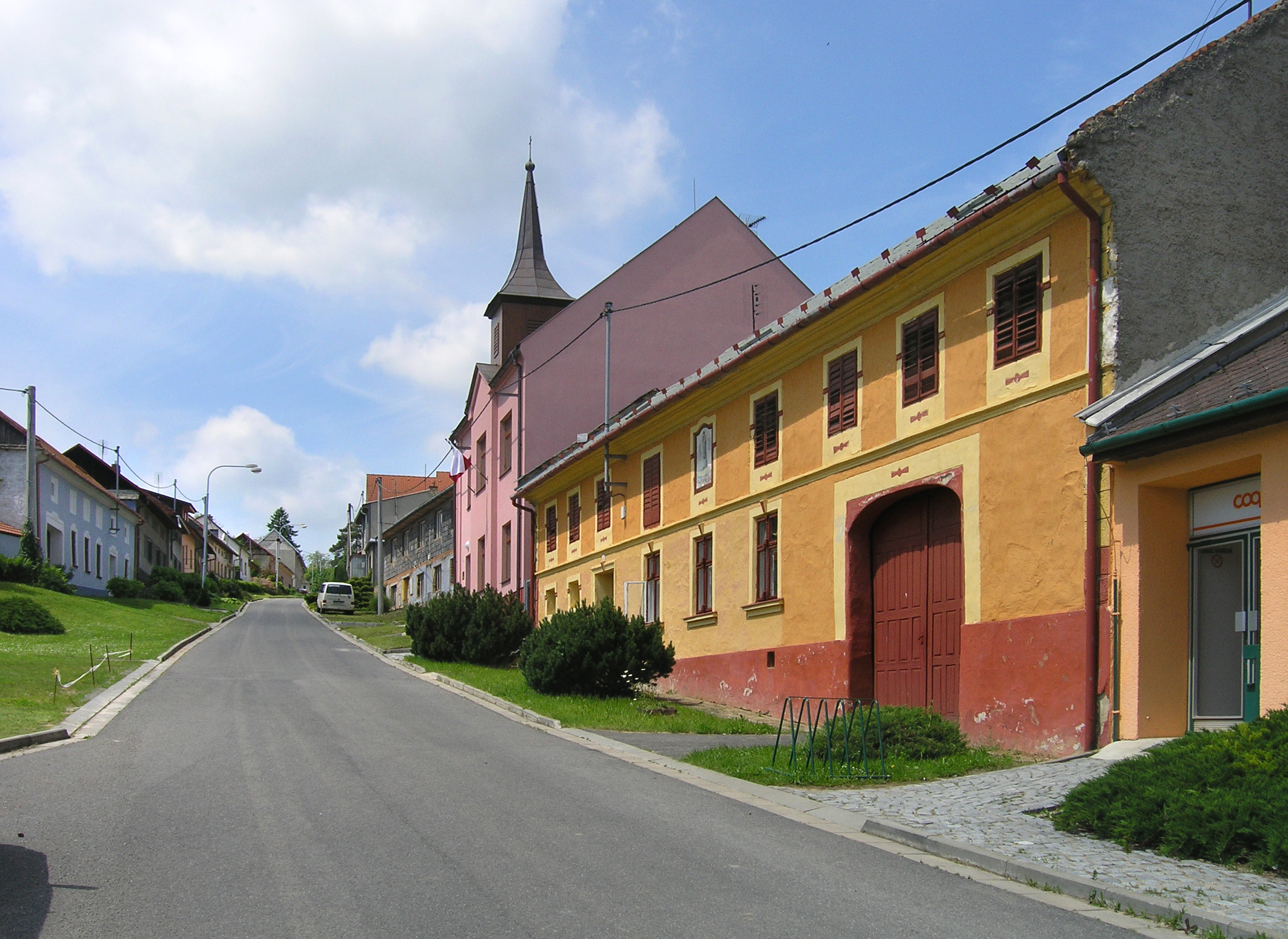
Zdislavice

## Belege
1. ↑  Český statistický úřad – Die Einwohnerzahlen der tschechischen Gemeinden vom 1. Januar 2023 (PDF; 602 kB)
2. ↑  "In Zdislavice", Frankfurter Allgemeine Zeitung, 19. Juli 2013, Seite 35.